# 羅阿諾克 (路易斯安那州)
羅阿諾克（英語：Roanoke）是位於美國路易斯安那州傑佛遜·戴維斯堂區的一個普查規定居民點。

## 人口
根據2020年美國人口普查的數據，羅阿諾克的面積為1.11平方千米，當中陸地面積為1.11平方千米，而水域面積為0.00平方千米。當地共有人口491人，而人口密度為每平方千米442.34人。